# Széki merénylet
Széki merénylet vagy Kendi–Kornis-összeesküvés néven ismert Kendi István és Kornis Boldizsár összeesküvése 1610-ben Báthory Gábor erdélyi fejedelem ellen. A merénylet dátumaként egyes források március 21-ét, mások március 24-ét jelölik meg.

## Okai
A kortársak szerint az összeesküvés oka az volt, hogy a fejedelem megbecstelenítette Kornis Boldizsár feleségét, a feddhetetlen hírű szép asszonyt, Keresztúri Katát, három gyermek anyját; ezt a motívumot Mikó Ferenc krónikája alapján Jósika Miklós is feldolgozta Az utolsó Bátori című regényében. Kornis Boldizsár unokája, Kornis Gáspár szerint más törvénytelen dolgok is történtek a megbecstelenítésen kívül. Szilágyi Sándor szerint a merénylet „indokai nem állanak világosan előttünk” – ő maga azonban azt feltételezi, hogy a főurak sérelmezték Imreffi János túlzott befolyását a fejedelemre. Ezzel összhangban az 1980-as években kiadott három kötetes Erdély története belső hatalmi válságot lát az összeesküvés mögött: „Erdély uralkodó osztályának régi, a Szapolyaiak kora óta előkelő elemei fogtak össze az újonnan bekerülőket szerintük túlságos előnyben részesítő fejedelemmel szemben.” Szerepet játszhattak a katolikus főurak vallási sérelmei is; mindazonáltal nem az összes katolikus főúr vett részt az összeesküvésben.

## Története
Báthory Gábor 1610. március 25-ére országgyűlést hívott össze Besztercére. Az összeesküvők, Kornis Boldizsár és Kendi István, akikhez utóbb Kornis Zsigmond, Kornis György, Sennyey Pongrác, Kovacsóczy István, Keresztúri György deák, Torma György, Basa István és Kolosváry János deák is csatlakoztak, úgy tervezték, hogy Kendi meghívja magához a fejedelmet Szamosújvárra, és ott ölik meg. Március 15-étől kezdve a szamosújvári őrség szokatlanul bőséges ellátást kapott, és vezetőik céloztak rá, hogy hamarosan szükség lesz vitézségükre. A fejedelem Imreffi János tanácsára visszautasította a meghívást, és Szamosújvárt elkerülve Széken keresztül utazott Besztercére.
Az összeesküvők rávették a fejedelmet, hogy gyalogosait küldje előre Besztercére, neki magának Széken egy udvarházban rendeztek szállást, de Imreffit és a fejedelem udvartartását tőle távol helyezték el. Kendi először puskaport akart elásatni a fejedelem ágya alá, de tervének megvalósítására már nem maradt ideje. Amikor a fejedelem megérkezett Székre, Kendi megvendégelte, és megpróbálta leitatni kíséretét. Éjszaka megérkeztek Szamosújvárról Kendi gyalogosai és lovasai is. Kendi rábeszélte lovászmesterét, Török Jánost, hogy 25 jobbágyházas birtok fejében ölje meg a fejedelmet; Török némi vonakodás után ráállt az alkura.
A fejedelem cselédei észrevették az udvarba behatoló Török Jánost, megkötözték, és a fejedelem elé vitték; más változat szerint sikerült bejutnia a fejedelem szobájába, ott azonban visszarettent a merénylettől. Török vallomást tett a fejedelemnek, aki összegyűjtötte szolgáit, és felkészült a támadásra. Kornis és Kendi, akik hiába várták vissza Törököt, újabb embereket küldtek a fejedelem szállására kikémlelni a helyzetet, de ezek közül egyiket szintén elfogták. A fejedelem Imreffi tanácsára nem támadt az összeesküvőkre, hogy ne tudjanak önvédelemre hivatkozni, hanem maga elé hívatta őket. Az összeesküvők erre Szamosújvár felé menekültek, Kendi Istvánnak sikerült megszabadulnia (utóbb Magyarországra távozott), Kornis Boldizsárt a fejedelem emberei elfogták, Kornis Györgyöt pedig üldözés közben megölték. A sikertelen merénylet hírére Kornis Zsigmond Moldvába szökött.

## Következményei
Kornis Boldizsárt Besztercére vitték, ahol kihallgatták, és az országgyűlés előtt is vallomást kellett tennie. Az országgyűlés Kendi Istvánt, Kornis Boldizsárt, Sennyey Pongrácot, Keresztúri György deákot, Torma Györgyöt és Basa Istvánt felségsértés miatt fő- és jószágvesztésre ítélte. Mivel azt feltételezték, hogy a katolikus papság is részes volt az összeesküvésben, megújították az 1588-as medgyesi országgyűlés határozatát, amely kitiltotta a jezsuitákat Erdélyből és a Partiumból, felszámolta a szerzetesrendek kolostorait és kollégiumait, és megtiltotta a főuraknak, hogy alattvalóikat a katolikusságra kényszerítsék. Ezeken felül a besztercei országgyűlés rendelkezett az erőszakkal elfoglalt templomok visszaszolgáltatásáról, és a katolikus papokat teljesen kitiltotta Tövisről, Gyulafehérvárról, Monostorról, a somlyai jószágról, Székelyudvarhelyről és általában Udvarhelyszékről, továbbá megtiltotta a katolikusoknak, hogy püspökük legyen.
Kendi Istvánt kancellári tisztségében Imreffi János váltotta, Kornis Boldizsár helyett pedig Bethlen Gábor lett az udvari főkapitány.
Noha Kolosváry János deák, fiscalis director neve nem szerepelt az országgyűlés határozatában, és nem is hallgatták ki, a vizsgálat lezárulta után rögtön börtönbe vetették, és április 3-án, az országgyűlés feloszlásának napján kivégezték. Szerepe az összeesküvésben tisztázatlan; Dáné Veronika 2013-ban megjelent tanulmánya szerint „megalapozott a gyanú, hogy János deáknak egy bűne lehetett: túl sokat tudott.”
Kornis Boldizsár érdekében Thurzó György nádor megpróbált közbenjárni a fejedelemnél, de sikertelenül: 1610. július 4-én vagy július 11-én Kolozsváron lefejezték. 

## Utóélete
Az összeesküvés leírása több erdélyi krónika- és naplóíró (Mikó Ferenc, Bojthi Veres Gáspár, Segesvári Bálint, Szepsi Laczkó Máté, Michael Weiss) művében megjelent, de számos részletben eltértek egymástól. 1614. április–májusban Bethlen Gábor fejedelem kihallgattatta a merénylet még elérhető tanúit.
Az eseményt Debreczeni S. János Conspiratio Kendiana című történeti éneke is megörökíti, amely latin és magyar nyelven egyaránt fennmaradt. Ennek szerzőjének eleinte Szamosközy Istvánt tartották; a latin fordítást valószínűleg Szenczi Molnár Albert készítette. A vers tendenciózus, feltehetőleg Imreffi János megbízásából íródott.